# François Nault
François Nault est un théologien professeur en théologie fondamentale à la faculté de théologie et de sciences religieuse de l'Université Laval depuis 2000. 

## Parcours de formation et responsabilités universitaires
François Nault a soutenu sa thèse de doctorat en théologie (PhD) en 1998 intitulée Écriture et métaphysique : dire de Dieu après la déconstruction sous la direction de la professeure Anne Fortin de l'Université Laval.  
Il est actuellement Directeur des programmes de 2e et de 3e cycles en théologie de la faculté de théologie et de sciences religieuses de l'Université Laval.  

## Recherches scientifiques
François Nault s’intéresse aux questions touchant les rapports de la théologie à la déconstruction et, plus largement, à la philosophie contemporaine. Il est un des spécialistes de la pensée de Jacques Derrida. 
Inspiré par les pensées athéologique de Georges Bataille et de Jean-Luc Nancy, François Nault a écrit plusieurs ouvrages, en relisant les textes bibliques et la tradition chrétienne sous un regard différent. Il s'interroge à ce titre sur ce qui semble le plus éloigné du christianisme.   